# Bonatea rabaiensis
Bonatea rabaiensis là một loài thực vật có hoa trong họ Lan. Loài này được (Rendle) Rolfe mô tả khoa học đầu tiên năm 1898.